# Rio dos Porcos
O Rio ou Ribeirão dos Porcos é um rio paulista com nascentes em Santa Ernestina e Dobrada, que passa por Taquaritinga e corre na divisa de Santa Adélia e Itápolis, desaguando no Rio Tietê, na divisa de Borborema e Ibitinga.
1. ↑  «Sobre – CBH/TB». Consultado em 1 de maio de 2024